# Локери, Дэвид
Дэвид Локери (англ. David Loughery; 3 марта 1953, Ок-Парк, Иллинойс — 9 июля 2024, Сент-Питерсберг, Флорида) — американский сценарист и продюсер.
Его самые успешные фильмы в кинопрокате: «Звездный путь V: Последний рубеж», «Пассажир 57», «Три мушкетера», «Добро пожаловать в Лэйквью» и «Одержимость».
Умер от рака кожи в Сент-Питерсберге, штат Флорида, 9 июля 2024 года в возрасте 71 года.

## Фильмография
Сценарист:
- Бегство от сна (1984)
- Отчим (1987; не указан в титрах)
- Звездный путь V: Последний рубеж (1989)
- Взгляд в прошлое (1990)
- Пассажир 57 (1992)
- Три мушкетёра (1993)
- Денежный поезд (1995)
- Том и Гек (1995)
- Добро пожаловать в Лэйквью (2008)
- Одержимость (2009)
- Пентхаус с видом на север (2013)
- Медсестра 3D (2013)
- Незваный гость (2019)
- Фаталь (2020)
- Флирт с дьяволом (2022)

Продюсер:
- Взгляд в прошлое (1990) (Сопродюсер)
- Добро пожаловать в Лэйквью (2008) (Исполнительный продюсер)
- Одержимость (2009) (Исполнительный продюсер)
- Пентхаус с видом на север (2013) (Продюсер)
- Незваный гость (2019) (Исполнительный продюсер)
- Фаталь (2020) (Исполнительный продюсер)